# Josef Jakub Tandler
Josef Jakub Tandler (5. března 1765, Praha – 8. srpna 1826, Praha) byl český dramatik a překladatel, představitel národního obrození. 
Narodil se na Starém městě. Matka byla Češka, otec Němec, on se rozhodl pro češství (jeho syn psal později literární díla německy). Byl státním úředníkem. Česká divadelní encyklopedie uvádí, že zemřel na zápal plic, Lexikon české literatury, že na tuberkulózu. Pohřben byl na Malostranském hřbitově.
Pro Vlastenecké divadlo řečené Bouda napsal hru Jan Žižka z Trocnova. Uvedena zde byla roku 1787. Jde o první divadelní hru o Žižkovi v dějinách českého divadelnictví. Krom toho napsal ještě veselohru Čarodějství aneb Láska činí dívky odvážné (1793). Text ani jedné z těchto her se ovšem nedochoval. Pro Vlastenecké divadlo i překládal, připravil pro něj i první český překlad Shakespearova Hamleta. Patřil k zakladatelům Vlasteneckého divadla a působil zde i jako herec. Z nedramatických děl je nejvýznamnější jeho spis Popsání obyčejův při korunovaci králův českých (1792) a právnická příručka Dokonalý jednatel aneb zemský advokát (1794–95). V letech 1790 až 1796 byl redaktorem Schönfeldských c. k. pražských novin, když jejich vedení převzal po Václavu Thámovi. 